# 圣灵医院 (纽伦堡)

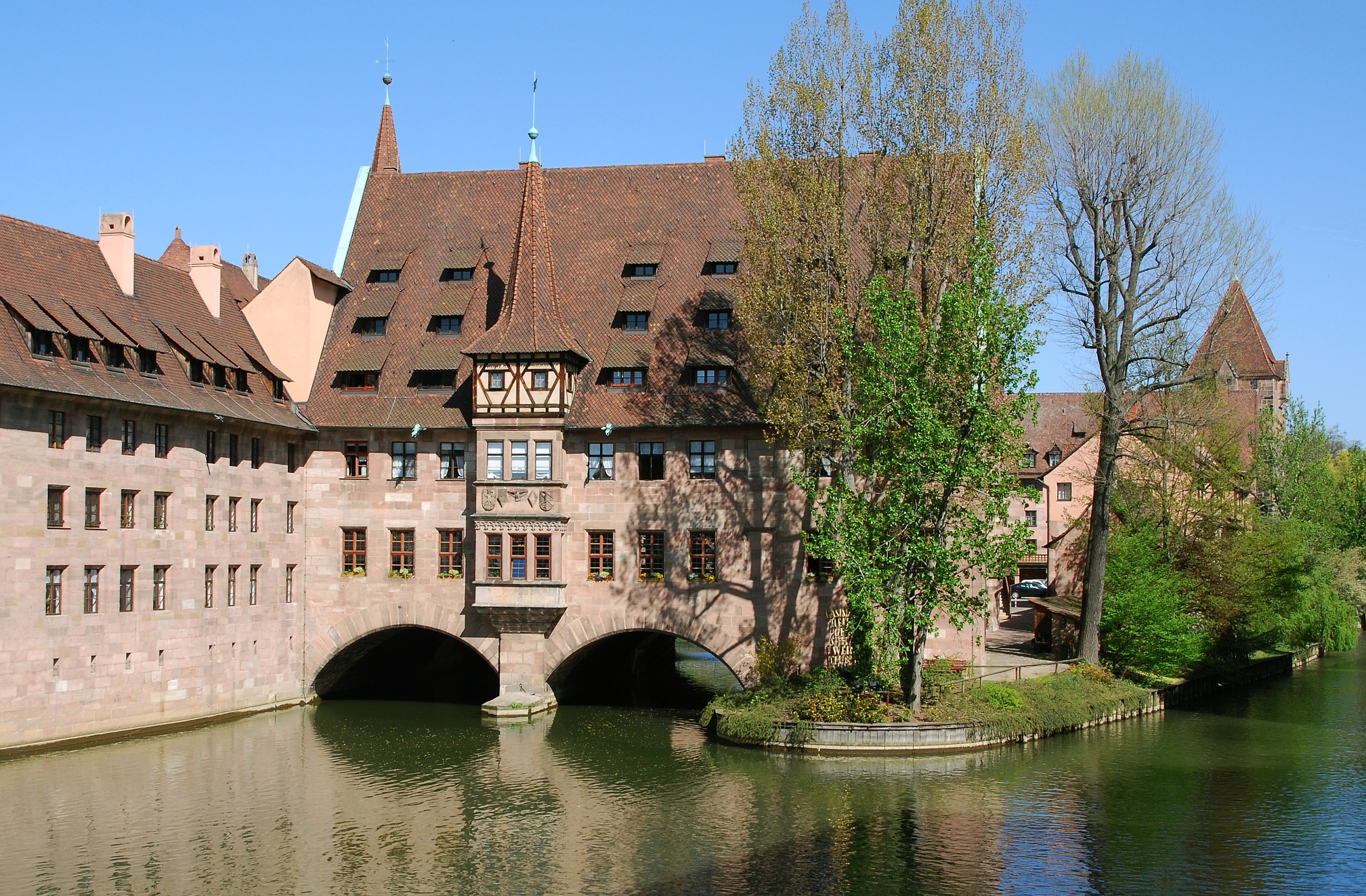

圣灵医院（Heilig-Geist-Spital）曾是昔日纽伦堡自由帝国城市最大的医院和疗养院，现在用作餐厅和高级住宅。
在1424年至1796年之间，曾是神圣罗马帝国皇冠上的宝石（Imperial Regalia）保存在医院的小堂。宝石每年和命運之矛一起向信徒们展示一次，在圣周五之后的第十四天，在所谓的崇拜表演（Heiltumsweissung）中。在举行加冕典礼时，则被带到法兰克福大教堂。

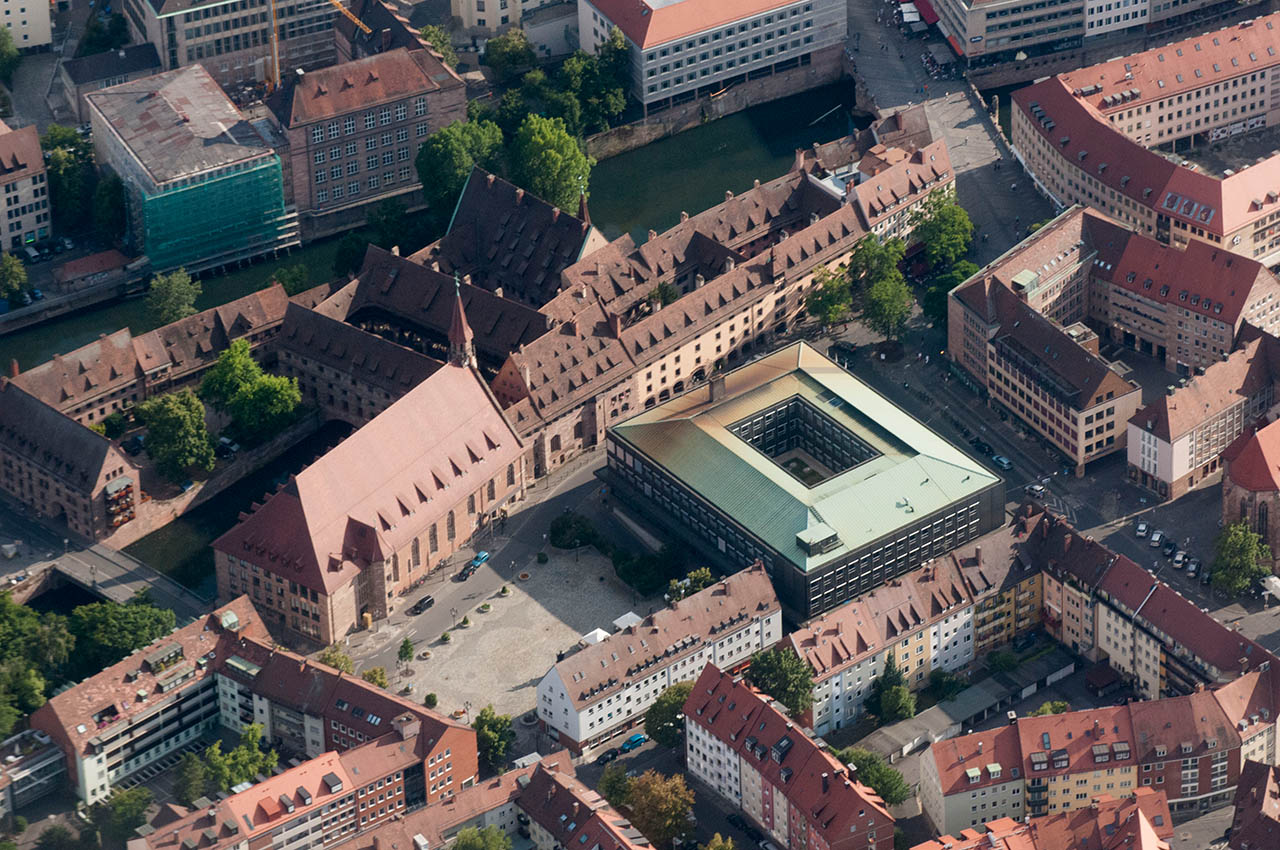
佩格尼茨河，鸟瞰图，医院建筑沿着佩格尼茨河延伸，圣灵小堂在左面

圣灵医院部分建在佩格尼茨河上。 .

## 历史
圣灵医院由康拉德·格罗斯建于1339年， 用于照顾病人、老人和穷人。